# Стен Балюк
Стен Балюк (англ. Stan Baluik, нар. 5 жовтня 1935, Порт-Артур) — канадський хокеїст, що грав на позиції центрального нападника.

## Ігрова кар'єра
Професійну хокейну кар'єру розпочав 1954 року.
Усю професійну клубну ігрову кар'єру, що тривала 11 років, провів, захищаючи кольори команди «Бостон Брюїнс».

## Статистика
| Сезон        | Клуб             | Ліга         | Регулярний сезон | Регулярний сезон | Регулярний сезон | Регулярний сезон | Регулярний сезон | Плей-оф | Плей-оф | Плей-оф | Плей-оф | Плей-оф |
| Сезон        | Клуб             | Ліга         | І                | Г                | П                | О                | ШХ               | І       | Г       | П       | О       | ШХ      |
| ------------ | ---------------- | ------------ | ---------------- | ---------------- | ---------------- | ---------------- | ---------------- | ------- | ------- | ------- | ------- | ------- |
| 1959—1960    | «Провіденс Редс» | АХЛ          | 65               | 23               | 57               | 80               | 60               | 5       | 2       | 3       | 5       | 2       |
| 1959—1960    | «Бостон Брюїнс»  | НХЛ          | 7                | 0                | 0                | 0                | 2                | -       | -       | -       | -       | -       |
| 1960—1961    | «Провіденс Редс» | АХЛ          | 71               | 16               | 37               | 63               | 67               | -       | -       | -       | -       | -       |
| 1961—1962    | «Провіденс Редс» | АХЛ          | 69               | 25               | 56               | 81               | 55               | 3       | 1       | 0       | 1       | 6       |
| 1962—1963    | «Провіденс Редс» | АХЛ          | 72               | 23               | 58               | 81               | 52               | 6       | 2       | 3       | 5       | 4       |
| 1963—1964    | «Провіденс Редс» | АХЛ          | 65               | 27               | 41               | 68               | 55               | 3       | 1       | 2       | 3       | 4       |
| Усього в НХЛ | Усього в НХЛ     | Усього в НХЛ | 7                | 0                | 0                | 0                | 2                | -       | -       | -       | -       | -       |